# Xandrames opisthochroma
Xandrames opisthochroma là một loài bướm đêm trong họ Geometridae.